# Sofía Rodríguez
Sofía Rodríguez Revert (* 21. Oktober 1999 in Ontinyent) ist eine spanische Radrennfahrerin.

## Sportlicher Werdegang
Zu Beginn ihrer Karriere praktizierte Rodríguez Cyclocross im Winter und Straßenradsport im Sommer. Sie war 2017 spanische Junioren-Meisterin in ersterer Disziplin und fuhr als Teil der Nationalmannschaft in den Straßenradsport-Weltmeisterschaften 2017. Mit dem Eintritt in die U23 schloss sie sich dem baskischen Team Sopela an. 2020 war sie spanische Cyclocross-Meisterin der U23, im Jahr darauf konnte sie Rennen des nationalen Kalenders gewinnen, was ihr für das Jahr darauf einen Vertrag beim Team Bizkaia-Durango einbrachte. Für dieses Team fuhr sie eine Reihe von WorldTour-Rennen, so 2022 und 2023 jeweils den Giro Donne und 2023 die Vuelta Femenina, konnte jedoch keine Siege erzielen. Ihre sportlichen Aktivitäten kombinierte sie mit einem Studium der Biotechnologie an der Polytechnischen Universität Valencia.
Nachdem Rodríguez bereits 2022/2023 ihre Cyclocross-Saison für Nesta-MMR gefahren war, wechselte sie Mitte 2023 vollständig zu diesem Team, um sich stärker auf Offroad-Disziplinen wie Cyclocross, Cross-Country-MTB und Gravelrennen zu konzentrieren. Die neue Ausrichtung trug Früchte mit zwei Landesmeistertiteln 2024, im Cross-Country Short Track und im Gravelrennen, sowie dem Gewinn der Cyclocross-Meisterschaften 2025. Sie gewann mehrere weitere Cyclocrossrennen in Spanien; bei Cyclocross-Weltmeisterschaften waren zwei 24. Plätze 2023 und 2024 ihre besten Resultate.

## Erfolge
| 2016/2017 Spanische Meisterin (Junioren) 2019/2020 Spanische Meisterin (U23) 2024/2025 Europameisterschaften – Staffel Spanische Meisterin | 2024 Spanische Meisterin – Shorttrack XCC 2024 Spanische Meisterin |